# Juan Agustín Figueroa
Juan Agustín Figueroa Yávar (Santiago, 25 de noviembre de 1933-ibidem, 7 de julio de 2016) fue un abogado, empresario y político radical chileno, que se desempeñó como ministro de Agricultura durante el gobierno de Patricio Aylwin.

## Biografía
Hijo de Rafael Figueroa González y de Aida Yávar, realizó sus estudios escolares en el Colegio Alemán de Santiago y los universitarios en la Facultad de Derecho de la Universidad de Chile, donde obtuvo el título de abogado en el año 1958.
En dicha casa de estudios conoció y trabó amistad con el empresario local Ricardo Claro (1934-2008), quien llegó a liderar sociedades que abarcan desde el sector industrial al del transporte, pasando por las viñas y los medios de comunicación.
En el ámbito académico, fue profesor titular de derecho procesal de la Facultad de Derecho de la Universidad de Chile y presidente de la Junta Directiva de la Universidad de Santiago.
Debido a su amistad con Claro, fue director de diversas empresas, como Compañía Electro Metalúrgica (Elecmetal), Marítima de Inversiones SA (Marinsa), Cristalerías de Chile y Viña Santa Rita. Tras la muerte de aquel, en octubre de 2008, fue nombrado presidente de esta última.
En el campo profesional, fue abogado junto a Alberto Coddou y Juan Esteban Correa, en una oficina de abogados que fue fundada en 1923 por su padre y en la que trabajaron también antes que él Vicente Monty y Sergio Insunza y que dirige actualmente su hijo Ignacio Figueroa. En su ejercicio profesional, participó en asuntos penales, arbitrajes societarios, comerciales y mineros; defensa de órganos públicos frente a reclamos de particulares; juicios particionales de herencia; juicios indemnizatorios civiles y mercantiles frente a la justicia ordinaria; y atención de recursos de casación en materia civil y penal, ante la Corte Suprema. Asimismo, fue uno de los socios fundadores del diario electrónico El Mostrador, e integrante de su primer directorio.
En su faceta política, en 1952, a los 18 años, ingresó al Partido Radical. En plena dictadura, conformó el Grupo de los 24, donde trabajó junto a Enrique Silva Cimma, Patricio Aylwin, Edgardo Boeninger, Fernando Castillo Velasco, Alejandro Silva Bascuñán, entre otros, sentando las bases de lo que sería la Concertación de Partidos por la Democracia. Fue uno de los fundadores del Movimiento Unitario Social Demócrata, creado en 1986 por disidentes del Partido Social Democracia y que se integraría dentro del Partido Radical.
Entre 1990 y 1994 asumió como ministro de Agricultura del presidente Aylwin, donde jugó un rol fundamental en el llamado "Pacto de Nueva Imperial", documento que dio origen a la Ley Indígena, que creó la Corporación Nacional de Desarrollo Indígena. Importante fue su intervención el la Ley de la Carne.
Fue presidente de la Fundación Pablo Neruda, la cual fue creada a instancias de Matilde Urrutia por un grupo de  personas dentro los que también se encontraba su cónyuge, Marcela Elgueta.
Fue miembro del Tribunal Constitucional. En este último cargo fue nombrado por el presidente Ricardo Lagos, también cercano suyo.
Tras su ministerio, estuvo en las páginas de los medios de comunicación a raíz de sus conflictos con personas principalmente identificaadas con la causa o la etnia mapuche en la zona de Traiguén, en la IX Región, zona donde desde comienzos del siglo XX su familia posee tierras de manera directa, las cuales han sido objeto de ataques incendiarios, producto de los cuales los tribunales han debido intervenir.
Su gran cercanía y amistad con varios ministros de la Corte Suprema, como Marcos Libedinsky, José Luis Pérez y Urbano Marín,  determinaron que algunos, al final de su actividad profesional lo llamasen el "ministro número 22".
Falleció en Santiago el 7 de julio de 2016. Sus restos fueron velados en el Salón de los Ex Grandes Maestros de la Gran Logia de Chile.